# Obec B
Obec B je český film, který měl premiéru v roce 2002. Dokument Filipa Remundy, jednoho z autorů kultovního Českého snu, se odehrává v západočeských Blšanech – "nejmenší obci na světě, která má své mužstvo v elitní fotbalové soutěži".
Hlavním hrdinou je ředitel místní jednotřídky a amatérský filmař pan Jaroslav Tříska, jenž se stává průvodcem přízračným světem vesnice poznamenané komunismem, kterou jednou za čtrnáct dní obrací vzhůru nohama zápas nejvyšší fotbalové soutěže. Ve filmu vystupuje i majitel klubu FK Chmel Blšany, bývalý brankář a předseda Českomoravského fotbalového svazu (ČMFS) František Chvalovský, který byl v roce 2001 obviněn z úvěrového podvodu a závažných finančních machinací. Kauza dodnes nebyla vyšetřena. Film Obec B zvítězil na 37. Mezinárodním filmovém festivalu v roce 2002 v soutěži dokumentárních filmů do 30 minut.

## Zajímavosti
Ve filmu se objevuje i slavný brankář Petr Čech, který v době natáčení chytal za FK Chmel Blšany.

## Ocenění
- MFF Karlovy Vary – hlavní cena v soutěži dokumentů do 30 minut (2002)
- TSTT – hlavní cena
- FAMU Fest – cena za dokumentární režii a střih
- Chicago International Film Festival – Silver Plug Award
- MFF Ústí nad Orlicí – 2.cena za nejlepší film filmových škol
- Art Film Festival Trenčianské Teplice 2003, F.I.C.C. Cena poroty – Don Quijote
- Art Film Festival Trenčianské Teplice 2003, Cena Slovenské Sporitelny
- Fortress Film Terezín 2003 – Cena diváků